# Malgré tout
Pour plus de détails, voir Fiche technique et Distribution.
Malgré tout (A pesar de todo) est un film espagnol de Gabriela Tagliavini, sorti en 2019.

## Synopsis
Quatre sœurs découvrent à l'occasion de la mort de leur mère un secret de famille : l'homme qui les a élevées n'est le père biologique d'aucune et chacune a un père différent, qu'elles vont devoir identifier ensemble dans le cadre de l'héritage. 

## Fiche technique
- Réalisation : Gabriela Tagliavini
- Scénario : Ramon Campos et Gema R Neira
- Montage :
- Photographie :
- Musique :
- Costumes :
- Producteurs : Teresa Fernandez-Valdes
- Production : Netflix,Bambú Producciones
- Pays d’origine :  Espagne
- Genre : comédie
- Durée : 78 minutes
- Dates de sortie : 16 mars 2019

## Distribution
- Blanca Suárez (VF : Véronique Picciotto) : Sara
- Macarena García (VF : Audrey Sablé) : Lucia
- Amaia Salamanca (VF : Barbara Beretta) : Sofia
- Belén Cuesta (VF : Marie-Laure Dougnac) : Claudia
- Maxi Iglesias (VF : Benjamin Pascal) : Alejandro
- Rossy de Palma (VF : Brigitte Virtudes) : Ines
- Juan Diego (VF : Jean-Pierre Leroux) : Pedro
- Joaquín Climent (VF : Michel Papineschi) : le notaire
- Carlos Bardem (VF : Julien Kramer) : Pablo
- Emilio Gutiérrez Caba : père Diaz
- Tito Valverde : Victor
- Teresa Rabal : la mère d'Alejandro
- Marisa Paredes (VF : Béatrice Delfe) : Carmen
- Ariana Martinez : Marta